# Foliculină

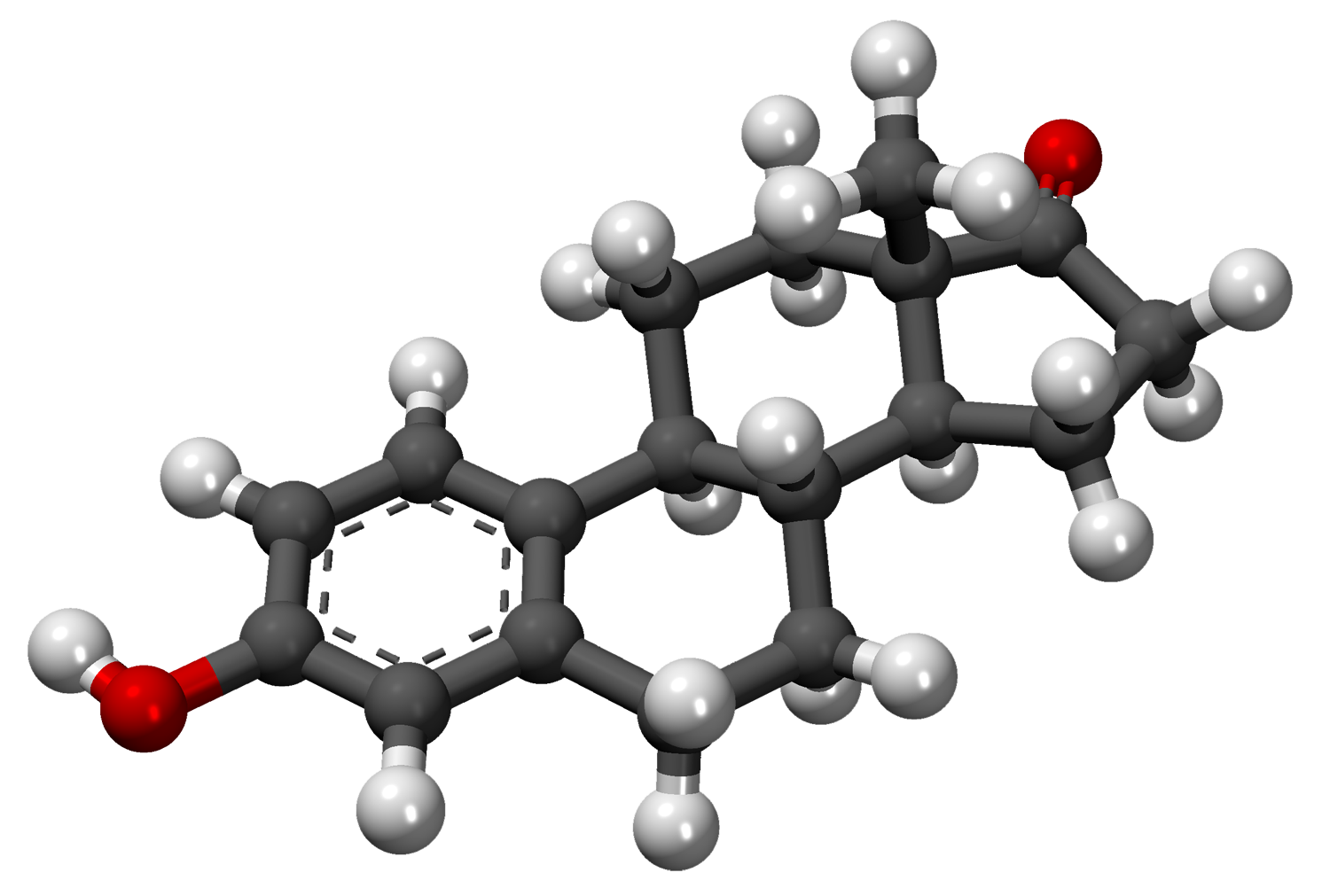

Foliculina (sau estrona) este un hormon secretat de glandele sexuale feminine; de asemenea și preparatul medical care conține acest hormon.
Foliculina este un hormon steroid (derivat din steroli, alcooli policiclici complecși) secretat, în principal, la femeie de către ovare, având un rol metabolic în calitatea lui de estrogen și a cărui existență după menopauză dovedește conversia androgenilor.